# 澤利姆汗·阿巴卡羅夫
澤利姆汗·阿爾谢諾維奇·阿巴卡羅夫（俄語：Зелимхан Арсенович Абакаров，1993年7月14日—）是一位出生於俄羅斯的阿爾巴尼亞角力運動員。他是2022年世界角力錦標賽的金牌得主。他是第一位代表阿爾巴尼亞在世界角力錦標賽上獲得金牌的角力運動員。

## 外部連結
- 澤利姆汗·阿巴卡羅夫在United World Wrestling（英语）
- 澤利姆汗·阿巴卡羅夫在Olympics.com（英语）
- 澤利姆汗·阿巴卡羅夫在世界角力總會